# Johan Rudolph Thorbecke
Johan Rudolph Thorbecke (14. ledna 1798 – 4. června 1872) byl nizozemský politik, premiér Holandska ve třech obdobích, jedna z klíčových postav nizozemské politiky 19. století.

## Život
Vystudoval literaturu a filozofii na Univerzitě v Leidenu.
V roce 1848 vypracoval prakticky sám návrh změn ústavy, které zásadním způsobem oslabily moc krále a posílily roli parlamentu (Staten-Generaal). Je tak považován za otce nizozemské demokracie. Post ministerského předsedy zastával v letech 1849–1853, 1862–1866 a 1871–1872.
Byl nestraníkem, orientací liberálem.